# Heliophila maraisiana
Heliophila maraisiana là một loài thực vật có hoa trong họ Cải. Loài này được Al-Shehbaz & Mummenhoff mô tả khoa học đầu tiên năm 2005.